# Nowoburanowka
Nowoburanowka (ros. Новобурановка) – wieś (sieło) w Rosji, w obwodzie czelabińskim, w rejonie agapowskim. W 2021 liczyła 875 mieszkańców.